# Pogorzel (powiat mławski)
Pogorzel – wieś sołecka w Polsce położona w województwie mazowieckim, w powiecie mławskim, w gminie Wieczfnia Kościelna.
W latach 1975–1998 miejscowość należała administracyjnie do województwa ciechanowskiego.